# Humberto Ak’abal

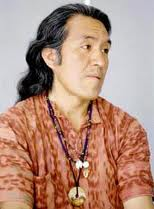
Humberto Ak’abal (2010)

Humberto Ak’abal, auch Akabal (* 31. Oktober 1952 in Momostenago, Totonicapán, Guatemala; † 28. Januar 2019 in Guatemala-Stadt), war ein guatemaltekischer Poet, Dichter und Schriftsteller. Er gehörte dem Volk der Maya K’iche’ an. Ak’abal zählte zu den wichtigsten Schriftstellern im heutigen indigenen Amerika.

## Leben und Wirken
Ak’abal wurde 1952 in Momostenago geboren und arbeitete als Hirte, Weber, Wanderverkäufer und Hilfsarbeiter.
Seine Gedichte schrieb er auf Quiché. Anschließend übersetzte er seine Werke auch in die spanische Sprache. Seine Werke wurden in den USA, Österreich, Frankreich, Deutschland, Portugal, Italien, Dänemark und der Schweiz veröffentlicht und erschienen auch in Zeitschriften in Lateinamerika und Europa. Ein Buch von ihm wurde von den Vereinten Nationen unterstützt.
2006 erhielt er ein Guggenheim-Stipendium, das von der John-Simon-Guggenheim-Gedächtnis-Stiftung vergeben wurde.

## Auszeichnungen
- 1995: Diploma Emeritissimum der humanistischen Fakultät der Universität San Carlos
- 1997: Blaise Cendrars Preis
- 1998: Premio Continental Canto de América
- 2003: Guatemaltekischer Staatspreis für Literatur (2004 abgelehnt)[4]

## Werke (Auswahl)
- Hojas del árbol pajarero. Editorial Praxis, Mexiko-Stadt 1995, ISBN 968-6509-78-X.
- Lluvia de luna en la cipresalada. Librerías Artemis-Edinter, Guatemala 1996, ISBN 84-89452-80-6.
- Desnuda como la primera vez. Editorial Praxis, Mexiko-Stadt 1998, ISBN 968-7646-87-X.
- Corazón de toro. Artemis Edinter, Guatemala 2002, ISBN 84-89766-94-0.

### Übersetzungen
- Uxaq che' xuquje ik' – Hojas y luna – Blätter und Mond. Dreisprachige Erstausgabe (Maya-Quiché/Spanisch/Deutsch). Aus dem Maya-Quiché ins Spanische von Humberto Ak'abal. Mit einer poetologischen Skizze von Haroldo de Campos. Ausgewählt und aus dem Spanischen ins Deutsche übertragen von Juana und Tobias Burghardt. Titelzeichnung von Juana Burghardt. Edition 350 im Verlag der Kooperative Dürnau (Oberschwaben), Dürnau 1998. ISBN 3-88861-110-5.
- Trommel aus Stein. Gedichte. Hrsg. und aus dem guatemaltekischen Spanisch übersetzt von Erich Hackl. Unionsverlag, Zürich 1998, ISBN 3-293-00247-1.
- mit Rigoberta Menchú, Humberto Akabal, Eduardo Hughes Galeano, Dante Liano, Werner Horch (Übersetzer): Rigoberta Menchú: Enkelin der Maya; Autobiografie. Lamuv-Verlag, Göttingen 1999, ISBN 3-88977-555-1.
- Das Weinen des Jaguars. 77 Gedichte und ein Bericht. Hrsg. und aus dem guatemaltekischen Spanisch übersetzt von Erich Hackl. Edition Thanhäuser, Ottensheim 2005, ISBN 3-900986-60-6.
- Geistertanz. Gedichte. Ausgewählt und übersetzt von Erich Hackl. Verlag im Waldgut, Frauenfeld 2014, ISBN 978-3-03740-247-4.